# Dila
Dila város Etiópiában, a Déli nemzetek, nemzetiségek és népek szövetségi államban, annak Gedeo Zónájában. Az 1970-es évekig itt ért véget az Addisz-Abebából délre tartó, egész évben járható út, így a város a kereskedelem (főleg a nagy értékű jirga cheffe-kávé) fontos központjává vált.

## Elhelyezkedése
Dila az Addisz-Abebát Nairobival összekötő főútvonal mentén fekszik, az etióp fővárostól 405 km-re délre, az Abaya-tótól 25 km-re keletre. Tengerszint feletti magassága 1570 méter.

## Története
Dila környékén több, főleg sztéléket rejtő régészeti lelőhely is található, ilyenek Tutu Fella és Tutiti.
1930 körül az oromók guji csoportja vándorolt a területre, ahol hamarosan letelepedtek, megalapítva Dilát is. Egy 1938-as olasz forrás szerint a városnak mintegy 800 lakója, jelentős piaca, postája, távírója, malma és temploma volt.
Az abesszíniai háború során olaszok szállták meg a várost, akiket 1941 májusában a britekkel szövetséges dél-afrikai csapatok szorítottak ki. Az 1950-es években misszionáriusok iskolákat és kórházakat alapítottak. 1958-ban 26 másik településsel együtt "első osztályú város" címet kapott.
A Császári Vasúttársaság 1960 és 1963 között egy 310 km hosszú vasútvonalat tervezett Adama és Dila között, melyhez 1965-ben a francia kormány kölcsönt is felajánlott, jugoszláv szakértők pedig tanulmányukban azt bizonyították, hogy a projekt megéri a befektetést. A vonal végül nem épült meg.
A város melletti Michille-dombon 1960-ban a feudális körülmények között élő gedeo népcsoport robbantott ki egy parasztfelkelést. A kormányerők 68, a felkelők 86 embert veszítettek az összecsapásokban. 1998 július 22-én egy közelebbről nem ismert véres összetűzésre került sor a város mellett, amikor legkevesebb 140 ember vesztette életét.
Dilában 1996-ban a Debub Egyetem részeként tanárképző főiskola kezdte meg működését.
Telefon- és postaszolgáltatás, egész napos áramszolgáltatás, valamint számos bank és kórház működik a városban.

## Népessége
Dila népessége a 2007-es népszámlálási adatok szerint 81644 fő, amiből 42599 a férfi és 39045 a nő. A népesség száma 1994-ben 33734 fő volt.

## Fordítás
- Ez a szócikk részben vagy egészben  a   Dila, Ethiopia című angol Wikipédia-szócikk fordításán alapul.  Az eredeti cikk szerkesztőit annak laptörténete sorolja fel. Ez a jelzés csupán a megfogalmazás eredetét és a szerzői jogokat jelzi, nem szolgál a cikkben szereplő információk forrásmegjelöléseként.